# Simonstorps landskommun
Simonstorps landskommun var en tidigare kommun i Östergötlands län.

## Administrativ historik
När 1862 års kommunalförordningar trädde i kraft inrättades i Sverige cirka 2 500 kommuner. Huvuddelen av dessa var landskommuner (baserade på den äldre sockenindelningen), vartill kom 89 städer och åtta köpingar. Då inrättades i Simonstorps socken i Bråbo härad i Östergötland denna kommun.
Vid storkommunreformen 1952 uppgick denna kommun i Kvillinge landskommun. Denna kommun ägde bestånd fram till utgången av 1970. Den 1 januari 1971 uppgick den i Norrköpings kommun.

## Politik

### Mandatfördelning i Simonstorps landskommun 1938-1946
| 1 | 5 | 9 |

| 14 |

| 1 | 6 | 8 |

| 13 |

| 1 | 8 | 6 |

| 13 |